# Паломбаја (Л'Аквила)
Паломбаја (итал. Palombaia) је насеље у Италији у округу Л'Аквила, региону Абруцо.
Према процени из 2011. у насељу је живело 112 становника. Насеље се налази на надморској висини од 720 м.